# Plötzensee, Berlin

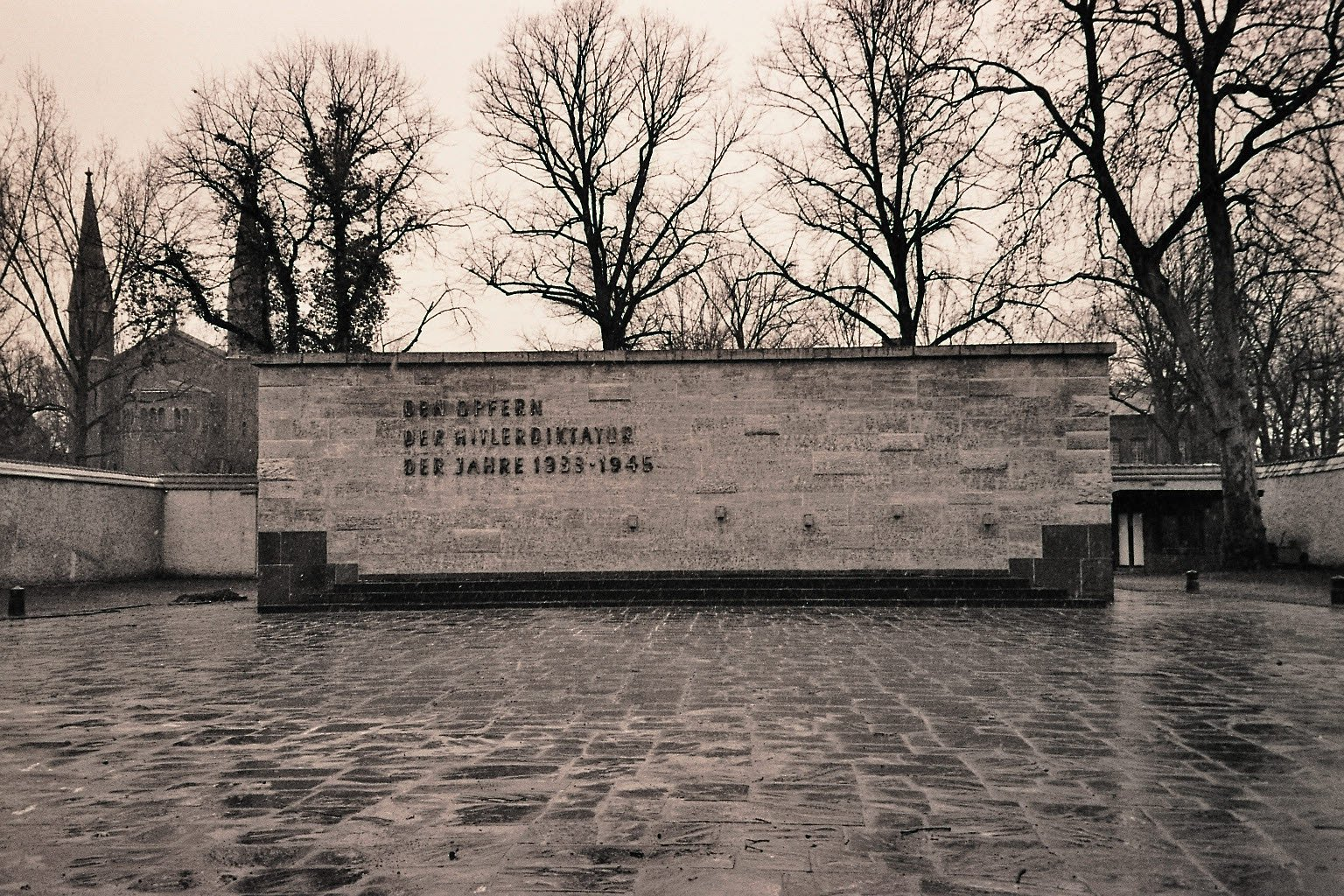
Gedenkstätte Plötzensee.

Plötzensee eller Berlin-Plötzensee är ett område (tyska: Ortslage) i Berlin, tillhörande stadsdelen Charlottenburg-Nord i stadsdelsområdet Charlottenburg-Wilmersdorf. Platsen har sitt namn efter sjön Plötzensee, som dock tillhör stadsdelen Wedding i stadsdelsområdet Mitte.
Plötzensee är känt för sitt fängelse, Plötzenseefängelset, där den nazistiska regimen avrättade oppositionella åren 1933–1945.
I norra delen av området ligger ett företagsområde, där flygbolaget Air Berlin tidigare hade sitt högkvarter.